# Hacelia superba
Hacelia superba is een zeester uit de familie Ophidiasteridae.
De wetenschappelijke naam van de soort werd in 1921 gepubliceerd door H.L.Clark.